# 景戒
景戒（きょうかい/けいかい、生没年不詳）は、奈良時代の薬師寺の僧。日本最初の説話集『日本霊異記』の著者として知られる。

## 人物略歴
日本最初の仏教説話集である『日本霊異記（日本国現報善悪霊異記）』（全3巻）を編んだ景戒の事績を示す文献資料（史料）は、『日本霊異記』そのものだけであり、そのため、景戒という人物の全体像は謎に包まれている。
そのなかで、『日本霊異記』下巻末の第38話には景戒自身が登場する。それによれば、延暦6年（787年）には景戒は僧の身でありながら、一方では世俗の家に住み、妻子がいたものの、それを十分に養うだけの財力がないという状態にあった。また、延暦14年（795年）に伝灯住位の僧位に進んでいる。また、その2年後の延暦16年に造立した仏堂に向かってキツネがいくたびか鳴くので不審に思っていたところ、自身の子息や牛馬が相次いで亡くなったという。
いっぽう、下巻第12話および同第21話には、景戒自身が実際に大和国薬師寺で見聞したとみられる話が収められていることから、称徳天皇の代（764年-770年）には薬師寺の仏僧となり、その後は、ふだんは紀伊国に住みながら半僧半俗の生活を長くつづけたものと推測できる。
出自についても詳細は不明であるもの、『日本霊異記』の諸記述の検討の結果、紀伊国名草郡の大伴連の先祖の話や大伴氏の歴史的な活躍を詳細に伝えることから、同地の大伴氏の出身とする説が有力である。薬師寺の僧となってからも景戒はふだん名草郡粟村の近くに住んでおり、貴志村にあった貴志寺の行者であっただろうと考えられるのである。
『日本霊異記』には私度僧（国家の許可を得ず僧を称したもの）にまつわる説話が多いことや、彼自身半僧半俗の生活が長かったことなどから、私度僧としての生活が長く、晩年に近くなって得度を受けたのではないかとする説もある。
『日本霊異記』中巻には、行基の事績として語られる説話が多く収載され、行基の師であった道昭の入唐時の逸話やその極楽往生に関する話、さらに行基の弟子にまつわる説話も多く収載されているところから、日本史の五味文彦（古代中世史）は、景戒自身が行基の弟子となったものであろうと推測している。中巻はまた、平城京を中心とし、東は遠江国、西は讃岐国、北は山城国、南は紀伊国におよぶ、比較的広い範囲に取材しているところから、景戒自身行基集団に属して諸国を行脚し、そこで見聞した話を集録したものとも考えられる。天平17年（745年）、行基が大僧正に進んだのち、行基の学んだこともある薬師寺の僧となったと考えられ、上巻に収載された説話の多くは、薬師寺において多くの書籍に出会ったことを機縁としているとも考えられる。
なお、彼は延暦6年（787年）に著した『日本霊異記』の初稿本を年を追って集成し、それが完成したのも弘仁13年（822年）のこととみられている。